# عصر طلایی: حکایت امروز
عصر طلایی: حکایت امروز (انگلیسی: The Gilded Age: A Tale of Today) رمانی از مارک تواین و چارلز دادلی وارنر است که برای اولین مرتبه در سال ۱۸۷۳ میلادی منتشر شد. این رمان، طمع بی‌حد و اندازه و فساد سیاسی در آمریکای پسا جنگ داخلی را به سخره می‌گیرد